# Sorel-Tracy
Sorel-Tracy é uma cidade localizada na província canadense de Quebec. Sua área é de 58,07 quilômetros quadrados, sua população é de 34 194 habitantes, e sua densidade populacional é de 588,9 habitantes por quilômetro quadrado (segundo o censo canadense de 2001).